# Disparia nigrofasciata
Disparia nigrofasciata är en fjärilsart som beskrevs av Alfred Ernest Wileman 1910. Disparia nigrofasciata ingår i släktet Disparia och familjen tandspinnare. Inga underarter finns listade i Catalogue of Life.